# Грузија на Европском првенству у атлетици у дворани 2019.
Грузија је учествовала на 35. Европском првенству у дворани 2019 који се одржао у Глазгову, Шкотска, од 1. до 3. марта. Ово је било дванаесто европско првенство у дворани од 1994. године од када је Грузија први пут учествовала. Репрезентацију Грузије представља је један такмичар који се такмичио у бацању кугле.
На овом првенству такмичар из Грузије није освојио ниједну медаљу, нити је остварио неки резултат.

## Учесници
Мушкарци:
- Гиорги Мујаридзе — Бацање кугле

## Резултати

### Мушкарци
| Атлетичар        | Дисциплина   | Лични рекорд | Квалификације | Квалификације | Полуфинале | Полуфинале | Финале               | Финале  | Детаљи |
| Атлетичар        | Дисциплина   | Лични рекорд | Резултат      | Место         | Резултат   | Место      | Резултат             | Место   | Детаљи |
| ---------------- | ------------ | ------------ | ------------- | ------------- | ---------- | ---------- | -------------------- | ------- | ------ |
| Гиорги Мујаридзе | Бацање кугле | 20,16 НР     | 19,46         | 16.           |            |            | Није се квалификовао | 16 / 18 |        |